# Посолство на България в Белград
Посолството на България в Белград (на сръбски: Амбасада Бугарске у Београду) е официална дипломатическа мисия на България в Сърбия. Дипломатически отношения са установени на 18 януари 1879 г. То е разположено на ул. „Бирчанинова“ № 26. От 5 април 2021 г. посланик на България в Сърбия е Петко Дойков.

## Посланици на България в Сърбия
- Димитър Кирович – дипломатически агент (от 27.09.1879)
- Иван Гешов – управляващ (от 1883)
- Георги Странски – дипломатически агент (от 07.09.1885)
- Димитър Минчович – дипломатически агент (от 01.07.1887)
- Петър Димитров – дипломатически агент (от 01.05.1890)
- Богдан Горанов – управляващ (от 14.09.1892)
- Хараламби Сърмаджиев – дипломатически агент (от 15.04.1896)
- Михалаки Георгиев – дипломатически агент (от 11 януари 1897)
- Христо Бракалов – дипломатически агент (от 04.12.1899)
- Константин Величков – дипломатически агент (от 24.02.1902)
- Христофор Хесапчиев – дипломатически агент (от 07.11.1904)
- Димитър Ризов – дипломатически агент (от 04.09.1805)
- Андрей Тошев – дипломатически агент (от февруари 1908)
- Андрей Тошев – пълномощен министър (от 27.06.1909)
- Стефан Чапрашиков – пълномощен министър (от 04.02.1914)
- Коста Тодоров – управляващ (от 10.09.1920)
- Коста Тодоров – пълномощен министър (от 18.03.1922)
- Константин Вакарелски – пълномощен министър (от 18.07.1923)
- Георги Кьосеиванов – пълномощен министър (от 31 януари 1933)
- Димо Казасов – пълномощен министър (от януари 1935)
- Дечко Караджов – пълномощен министър (от 24.04.1936)
- Иван Попов – пълномощен министър (от 1.03.1937)
- Стоил Стоилов – пълномощен министър (от 29.03.1940)
- Петър Тодоров – политически представител (от октомври 1944)
- Петър Тодоров – пълномощен министър (от 28.05.1945)
- Сава Гановски – пълномощен министър (от 14.03.1947)
- Пело Пеловски – посланик (от 24.04.1948)
- Любомир Ангелов – посланик (от 4.11.1953)
- Мишо Николов – посланик (от 14.12.1956)
- Груди Атанасов – посланик (от 9.08.1959)
- Георги Петков – посланик (от 15.11.1967)
- Николай Минчев – посланик (от 10.07.1972)
- Стефан Петров – посланик (от 3.07.1974)
- Райко Николов – посланик (от 7.06.1978)
- Стефан Стайков – посланик (от 15.11.1982)
- Белчо Белчев – посланик (от 4.10.1988)
- Марко Марков – посланик (от 1990)
- Йордан Кожухаров – временно управляващ (от 1993)
- Георги Юруков – временно управляващ (от 1994)
- Филип Ишпеков – посланик (от септември 1996)
- Ивайло Трифонов – посланик (от 30.12.1997)
- Яни Милчаков – посланик (от 13.06.2001)
- Георги Димитров – посланик (от 26 октомври 2005)
- Ангел Димитров – посланик (от април 2012)
- Радко Влайков – посланик (от октомври 2016)
- Петко Дойков (от 2021 г.)[3]

## Връзки с посолството
Връзки с посолството към юни 2024 г.:
- Тел.: +381 11 36 13 980; +381 11 36 13 990
- Дежурни телефони в извънработно време: + 381 11 3613980; + 0381 11 36 13990
- Работно време на посолството и на КС: понеделник – петък, 8:30 – 17:00 ч.
- Приемно време на КС за граждани: всеки работен ден от 10:00 до 12:00 ч.
- E-mail: Embassy.Belgrade@mfa.bg
- E-mail на консулска служба: consulate.belgrade@mfa.bg

## Други представителства на България в Сърбия
- Генерално консулство в Ниш –  ул. „Лоле Рибара“ № 19[2]